# 237
237 је била проста година.

## Догађаји
- Цар Максимин Трачанин покренуо је поход на реке Дунав и Рајну у Германији, побеђујући Алемане и никада није посетио Рим. Римски сенат га је прихватио, али је тешко опорезивао богату аристократију и изазивао такво непријатељство међу њима да су ковали заверу против њега.
- Персијски краљ Ардашир I од Персије обнавља своје нападе на римску провинцију Месопотамију.
- Патријарх Евгеније I наслеђује патријарха Кастинаија на трону патријарха Цариграда.
- Свети Вавила постаје патријарх Антиохије.